# Telingana formosanus
Telingana formosanus är en insektsart som beskrevs av Matsumura. Telingana formosanus ingår i släktet Telingana och familjen hornstritar. Inga underarter finns listade i Catalogue of Life.